# صمصامي
صمصامي هي مدينة في مقاطعة كوهرنغ، إيران. عدد سكان هذه المدينة هو 1,203 في سنة 2016.